# Michel Prigent
Pour les articles homonymes, voir Prigent.
Michel Prigent est un éditeur français né le 29 septembre 1950 à Paris et mort le 19 mai 2011.
Il est président du directoire des Presses universitaires de France de 1994 à 2000. En 2000, les PUF cessent d'être une coopérative et deviennent une société anonyme dont il assure la présidence jusqu'à sa mort en 2011.

## Biographie

### Famille et formation
Fils de Jean Prigent, ancien enseignant, ancien inspecteur général de l'Éducation nationale et ancien directeur adjoint de l'École normale supérieure, Michel Prigent naît le 29 septembre 1950 dans le 17e arrondissement.  
Ancien élève de l'École normale supérieure (L1970), il est agrégé de lettres classiques (1973) et docteur ès lettres (1985). Sa thèse, publiée en 1985, a pour titre « Le héros et l'État dans la tragédie de Pierre Corneille ».

### Carrière éditoriale
Entré aux Presses universitaires de France (PUF) en 1974, il est directeur éditorial (1985-1994), puis président du directoire de 1994 à 2000.
De 1977 à 1990, il préside les Cercles universitaires de France. Il est proche de Raymond Barre.
Au cours de sa présidence des PUF, dans le cadre d'une large crise de l'édition, il assainit les finances de l'entreprise, qu'il sauve de la faillite en 2000 par la création d'une société d'auteurs, Libris, dont il est le président. Dans le même temps, les PUF cessent d'être une coopérative pour devenir une société anonyme, dont il continue d'assurer la présidence jusqu'à sa mort en 2011.
Aux PUF, il a dirigé Histoire de la France littéraire.
Il était administrateur du Cercle de la librairie.

### Vie personnelle
En 1974, il épouse Élisabeth Depierre, dont il a deux enfants, Philippe et Guillaume.

### Mort
Il meurt à l'hôpital du Val-de-Grâce le 19 mai 2011, à l'âge de 60 ans.

## Ouvrages
- Mars 1968, quelle démocratie pour la France ?, Paris, Cercles universitaires de France, 1978, 30 p. (BNF 34638408)
- Le Héros et l'État dans la tragédie de Pierre Corneille (thèse de doctorat ès lettres remaniée), Paris, Presses universitaires de France, coll. « Écrivains », 1986, VIII + 571 (ISBN 2-13-039279-2, BNF 34871411)[11]
- Dir., Histoire de la France littéraire, Paris, Presses universitaires de France, coll. « Quadrige : dicos poche », 2006, 856 p. (ISBN 2-13-052427-3, BNF 40130007)  — en trois volumes[12]